# Margitszigeti érseki vár
A margitszigeti érseki vár a Margit-sziget északi részén felépült erődítmény volt, érseki házzal, toronnyal és faluval. Egy 1253-ban kelt oklevél szerint valószínű, hogy építtetője Benedek érsek, korábbi budai prépost volt. A vár megépítése a tatárjárás utáni erődítés rendszer kiépülésével függ össze. Először 1278-ban említették, 1285-ben Tamás váci püspök vette bérbe, hogy a zavaros időkben itt őriztesse a javait. A 13. század végétől világiak használták, a 14. század után pedig már nem is említik. Újkori térképeken L alakú romjait jelölték, és a 19. században még említést tettek 80 méter hosszú falairól. A vár kinézetéről annyit tudni, hogy a központja egy nagyméretű torony volt, emellett állt a kúria és ezeket kerítette be a falrendszer.